# 2016-os Formula–1 mexikói nagydíj
A mexikói nagydíj volt a 2016-os Formula–1 világbajnokság tizenkilencedik futama, amelyet 2016. október 28. és október 30. között rendeztek meg a mexikói Autódromo Hermanos Rodríguezen, Mexikóvárosban.

## Szabadedzések

### Első szabadedzés
A mexikói nagydíj első szabadedzését október 28-án, pénteken délelőtt tartották.
| helyezés | versenyző         | csapat/motor         | elért idő | különbség | futott kör |
| -------- | ----------------- | -------------------- | --------- | --------- | ---------- |
| 1        | Lewis Hamilton    | Mercedes             | 1:20,914  | −         | 34         |
| 2        | Sebastian Vettel  | Ferrari              | 1:20,993  | +0,079    | 23         |
| 3        | Kimi Räikkönen    | Ferrari              | 1:21,072  | +0,158    | 19         |
| 4        | Sergio Pérez      | Force India-Mercedes | 1:21,200  | +0,286    | 23         |
| 5        | Nico Hülkenberg   | Force India-Mercedes | 1:21,409  | +0,495    | 23         |
| 6        | Valtteri Bottas   | Williams-Mercedes    | 1:21,447  | +0,533    | 34         |
| 7        | Nico Rosberg      | Mercedes             | 1:21,673  | +0,759    | 32         |
| 8        | Daniel Ricciardo  | Red Bull-TAG Heuer   | 1:21,727  | +0,813    | 27         |
| 9        | Felipe Massa      | Williams-Mercedes    | 1:21,836  | +0,922    | 31         |
| 10       | Danyiil Kvjat     | Toro Rosso-Ferrari   | 1:22,215  | +1,301    | 29         |
| 11       | Romain Grosjean   | Haas-Ferrari         | 1:22,500  | +1,586    | 21         |
| 12       | Carlos Sainz Jr.  | Toro Rosso-Ferrari   | 1:22,563  | +1,649    | 32         |
| 13       | Marcus Ericsson   | Sauber-Ferrari       | 1:22,723  | +1,809    | 17         |
| 14       | Max Verstappen    | Red Bull-TAG Heuer   | 1:22,877  | +1,963    | 10         |
| 15       | Esteban Gutiérrez | Haas-Ferrari         | 1:22,910  | +1,996    | 23         |
| 16       | Fernando Alonso   | McLaren-Honda        | 1:23,089  | +2,175    | 25         |
| 17       | Felipe Nasr       | Sauber-Ferrari       | 1:23,089  | +2,175    | 12         |
| 18       | Jenson Button     | McLaren-Honda        | 1:23,342  | +2,428    | 24         |
| 19       | Kevin Magnussen   | Renault              | 1:23,556  | +2,642    | 32         |
| 20       | Esteban Ocon      | Manor-Mercedes       | 1:24,083  | +3,169    | 30         |
| 21       | Jolyon Palmer     | Renault              | 1:24,097  | +3,183    | 35         |
| 22       | Pascal Wehrlein   | Manor-Mercedes       | 1:24,350  | +3,436    | 28         |

### Második szabadedzés
A mexikói nagydíj második szabadedzését október 28-án, pénteken délután tartották.
| helyezés | versenyző         | csapat/motor         | elért idő | különbség | futott kör |
| -------- | ----------------- | -------------------- | --------- | --------- | ---------- |
| 1        | Sebastian Vettel  | Ferrari              | 1:19,790  | −         | 47         |
| 2        | Lewis Hamilton    | Mercedes             | 1:19,794  | +0,004    | 37         |
| 3        | Nico Rosberg      | Mercedes             | 1:20,225  | +0,435    | 46         |
| 4        | Kimi Räikkönen    | Ferrari              | 1:20,259  | +0,469    | 37         |
| 5        | Daniel Ricciardo  | Red Bull-TAG Heuer   | 1:20,448  | +0,658    | 43         |
| 6        | Nico Hülkenberg   | Force India-Mercedes | 1:20,574  | +0,784    | 43         |
| 7        | Max Verstappen    | Red Bull-TAG Heuer   | 1:20,619  | +0,829    | 42         |
| 8        | Valtteri Bottas   | Williams-Mercedes    | 1:20,629  | +0,839    | 41         |
| 9        | Carlos Sainz Jr.  | Toro Rosso-Ferrari   | 1:20,974  | +1,184    | 46         |
| 10       | Fernando Alonso   | McLaren-Honda        | 1:21,003  | +1,213    | 25         |
| 11       | Danyiil Kvjat     | Toro Rosso-Ferrari   | 1:21,193  | +1,403    | 39         |
| 12       | Jenson Button     | McLaren-Honda        | 1:21,198  | +1,408    | 39         |
| 13       | Felipe Massa      | Williams-Mercedes    | 1:21,326  | +1,536    | 45         |
| 14       | Kevin Magnussen   | Renault              | 1:21,442  | +1,652    | 39         |
| 15       | Sergio Pérez      | Force India-Mercedes | 1:21,579  | +1,789    | 41         |
| 16       | Jolyon Palmer     | Renault              | 1:21,785  | +1,995    | 44         |
| 17       | Pascal Wehrlein   | Manor-Mercedes       | 1:21,980  | +2,190    | 42         |
| 18       | Marcus Ericsson   | Sauber-Ferrari       | 1:21,997  | +2,207    | 42         |
| 19       | Felipe Nasr       | Sauber-Ferrari       | 1:22,037  | +2,247    | 43         |
| 20       | Romain Grosjean   | Haas-Ferrari         | 1:22,105  | +2,315    | 14         |
| 21       | Esteban Ocon      | Manor-Mercedes       | 1:22,298  | +2,508    | 44         |
| 22       | Esteban Gutiérrez | Haas-Ferrari         | 1:22,408  | +2,618    | 33         |

### Harmadik szabadedzés
A mexikói nagydíj harmadik szabadedzését október 29-én, szombaton délelőtt tartották.
| helyezés | versenyző         | csapat/motor         | elért idő | különbség | futott kör |
| -------- | ----------------- | -------------------- | --------- | --------- | ---------- |
| 1        | Max Verstappen    | Red Bull-TAG Heuer   | 1:19,137  | −         | 16         |
| 2        | Lewis Hamilton    | Mercedes             | 1:19,231  | +0,094    | 23         |
| 3        | Daniel Ricciardo  | Red Bull-TAG Heuer   | 1:19,370  | +0,233    | 17         |
| 4        | Nico Rosberg      | Mercedes             | 1:19,618  | +0,481    | 27         |
| 5        | Valtteri Bottas   | Williams-Mercedes    | 1:19,811  | +0,674    | 19         |
| 6        | Sebastian Vettel  | Ferrari              | 1:19,937  | +0,800    | 16         |
| 7        | Kimi Räikkönen    | Ferrari              | 1:19,994  | +0,857    | 16         |
| 8        | Felipe Massa      | Williams-Mercedes    | 1:19,997  | +0,860    | 22         |
| 9        | Nico Hülkenberg   | Force India-Mercedes | 1:20,255  | +1,118    | 21         |
| 10       | Carlos Sainz Jr.  | Toro Rosso-Ferrari   | 1:20,325  | +1,188    | 22         |
| 11       | Sergio Pérez      | Force India-Mercedes | 1:20,472  | +1,335    | 20         |
| 12       | Danyiil Kvjat     | Toro Rosso-Ferrari   | 1:20,586  | +1,449    | 20         |
| 13       | Fernando Alonso   | McLaren-Honda        | 1:20,600  | +1,463    | 18         |
| 14       | Jolyon Palmer     | Renault              | 1:20,959  | +1,822    | 18         |
| 15       | Jenson Button     | McLaren-Honda        | 1:21,152  | +2,015    | 19         |
| 16       | Marcus Ericsson   | Sauber-Ferrari       | 1:21,245  | +2,108    | 21         |
| 17       | Esteban Gutiérrez | Haas-Ferrari         | 1:21,338  | +2,201    | 16         |
| 18       | Kevin Magnussen   | Renault              | 1:21,345  | +2,208    | 17         |
| 19       | Romain Grosjean   | Haas-Ferrari         | 1:21,601  | +2,464    | 15         |
| 20       | Pascal Wehrlein   | Manor-Mercedes       | 1:21,758  | +2,621    | 23         |
| 21       | Esteban Ocon      | Manor-Mercedes       | 1:21,921  | +2,784    | 22         |
| 22       | Felipe Nasr       | Sauber-Ferrari       | 1:22,354  | +3,217    | 18         |

## Időmérő edzés
A mexikói nagydíj időmérő edzését október 29-én, szombaton futották.
| helyezés              | rajtszám | versenyző         | csapat/motor         | 1. rész    | 2. rész  | 3. rész  | rajthely | futott kör |
| --------------------- | -------- | ----------------- | -------------------- | ---------- | -------- | -------- | -------- | ---------- |
| 1                     | 44       | Lewis Hamilton    | Mercedes             | 1:19,447   | 1:19,137 | 1:18,704 | 1        | 18         |
| 2                     | 6        | Nico Rosberg      | Mercedes             | 1:19,996   | 1:19,761 | 1:18,958 | 2        | 22         |
| 3                     | 33       | Max Verstappen    | Red Bull-TAG Heuer   | 1:19,874   | 1:18,972 | 1:19,054 | 3        | 14         |
| 4                     | 3        | Daniel Ricciardo  | Red Bull-TAG Heuer   | 1:19,713   | 1:19,553 | 1:19,133 | 4        | 15         |
| 5                     | 27       | Nico Hülkenberg   | Force India-Mercedes | 1:20,599   | 1:19,769 | 1:19,330 | 5        | 22         |
| 6                     | 7        | Kimi Räikkönen    | Ferrari              | 1:19,554   | 1:19,936 | 1:19,376 | 6        | 21         |
| 7                     | 5        | Sebastian Vettel  | Ferrari              | 1:19,865   | 1:19,385 | 1:19,381 | 7        | 17         |
| 8                     | 77       | Valtteri Bottas   | Williams-Mercedes    | 1:20,338   | 1:19,958 | 1:19,551 | 8        | 20         |
| 9                     | 19       | Felipe Massa      | Williams-Mercedes    | 1:20,423   | 1:20,151 | 1:20,032 | 9        | 19         |
| 10                    | 55       | Carlos Sainz Jr.  | Toro Rosso-Ferrari   | 1:20,457   | 1:20,169 | 1:20,378 | 10       | 24         |
| 11                    | 14       | Fernando Alonso   | McLaren-Honda        | 1:20,552   | 1:20,282 |          | 11       | 12         |
| 12                    | 11       | Sergio Pérez      | Force India-Mercedes | 1:20,308   | 1:20,287 |          | 12       | 14         |
| 13                    | 22       | Jenson Button     | McLaren-Honda        | 1:21,333   | 1:20,673 |          | 13       | 17         |
| 14                    | 20       | Kevin Magnussen   | Renault              | 1:21,254   | 1:21,131 |          | 14       | 18         |
| 15                    | 9        | Marcus Ericsson   | Sauber-Ferrari       | 1:21,062   | 1:21,536 |          | 15       | 15         |
| 16                    | 94       | Pascal Wehrlein   | Manor-Mercedes       | 1:21,363   | 1:21,785 |          | 16       | 17         |
| 17                    | 21       | Esteban Gutiérrez | Haas-Ferrari         | 1:21,401   |          |          | 17       | 9          |
| 18                    | 26       | Danyiil Kvjat     | Toro Rosso-Ferrari   | 1:21,454   |          |          | 18       | 4          |
| 19                    | 12       | Felipe Nasr       | Sauber-Ferrari       | 1:21,692   |          |          | 19       | 9          |
| 20                    | 31       | Esteban Ocon      | Manor-Mercedes       | 1:21,881   |          |          | 20       | 10         |
| 21                    | 8        | Romain Grosjean   | Haas-Ferrari         | 1:21,916   |          |          | 21       | 10         |
| 107%-os idő: 1:25,008 |          |                   |                      |            |          |          |          |            |
| NK[1]                 | 30       | Jolyon Palmer     | Renault              | idő nélkül |          |          | 22       | 0          |

Megjegyzés:
- ↑ 1:  — Jolyon Palmer kasztniján repedést fedeztek fel az időmérő előtt, így nem tudott részt venni az edzésen, de megkapta a rajtengedélyt.[2]

## Futam
A mexikói nagydíj futama október 30-án, vasárnap rajtolt.
| helyezés | rajtszám | versenyző         | csapat/motor         | futott kör | idő/kiesés oka | rajthely   | pont |
| -------- | -------- | ----------------- | -------------------- | ---------- | -------------- | ---------- | ---- |
| 1        | 44       | Lewis Hamilton    | Mercedes             | 71         | 1:40:31,402    | 1          | 25   |
| 2        | 6        | Nico Rosberg      | Mercedes             | 71         | +8,354         | 2          | 18   |
| 3        | 3        | Daniel Ricciardo  | Red Bull-TAG Heuer   | 71         | +20,858        | 4          | 15   |
| 4[1]     | 33       | Max Verstappen    | Red Bull-TAG Heuer   | 71         | +21,323        | 3          | 12   |
| 5[2]     | 5        | Sebastian Vettel  | Ferrari              | 71         | +27,313        | 7          | 10   |
| 6        | 7        | Kimi Räikkönen    | Ferrari              | 71         | +49,376        | 6          | 8    |
| 7        | 27       | Nico Hülkenberg   | Force India-Mercedes | 71         | +58,891        | 5          | 6    |
| 8        | 77       | Valtteri Bottas   | Williams-Mercedes    | 71         | +1:05,612      | 8          | 4    |
| 9        | 19       | Felipe Massa      | Williams-Mercedes    | 71         | +1:16,206      | 9          | 2    |
| 10       | 11       | Sergio Pérez      | Force India-Mercedes | 71         | +1:16,798      | 12         | 1    |
| 11       | 9        | Marcus Ericsson   | Sauber-Ferrari       | 70         | +1 kör         | 15         |      |
| 12       | 22       | Jenson Button     | McLaren-Honda        | 70         | +1 kör         | 13         |      |
| 13       | 14       | Fernando Alonso   | McLaren-Honda        | 70         | +1 kör         | 11         |      |
| 14       | 30       | Jolyon Palmer     | Renault              | 70         | +1 kör         | 21         |      |
| 15       | 12       | Felipe Nasr       | Sauber-Ferrari       | 70         | +1 kör         | 19         |      |
| 16[1]    | 55       | Carlos Sainz Jr.  | Toro Rosso-Ferrari   | 70         | +1 kör         | 10         |      |
| 17       | 20       | Kevin Magnussen   | Renault              | 70         | +1 kör         | 14         |      |
| 18[1]    | 26       | Danyiil Kvjat     | Toro Rosso-Ferrari   | 70         | +1 kör         | 18         |      |
| 19       | 21       | Esteban Gutiérrez | Haas-Ferrari         | 70         | +1 kör         | 17         |      |
| 20       | 8        | Romain Grosjean   | Haas-Ferrari         | 70         | +1 kör         | boxutca[3] |      |
| 21       | 31       | Esteban Ocon      | Manor-Mercedes       | 69         | +2 kör         | 20         |      |
| ki       | 94       | Pascal Wehrlein   | Manor-Mercedes       | 0          | baleset        | 16         |      |

Megjegyzés:
- ↑ 1:  — Max Verstappen, Carlos Sainz Jr. és Danyiil Kvjat fejenként 5-5 másodperces büntetést kaptak pályaelhagyással szerzett jogosulatlan előny miatt. Verstappen így bár a 3. helyen ért célba, átmenetileg visszaesett az 5., majd Sebastian Vettel büntetését követően a 4. helyre.[3][4]
- ↑ 2:  — Sebastian Vettel eredetileg a 4. helyen ért célba, Max Verstappen büntetése után pedig a harmadik helyre lépett elő átmenetileg, ám utólag 10 másodperces büntetést (és két büntetőpontot) kapott a Daniel Ricciardóval szembeni szabálytalan manőveréért, így a 3. helyet az ausztrál pilóta örökölte meg, Vettel visszaesett az 5. helyre.[5]
- ↑ 3:  — Romain Grosjean autóján padlólemezt kellett cserélni a futam előtt, ezért csak a boxutcából rajtolhatott, Jolyon Palmer ezzel egy helyet előrelépett a rajtrácson.[6]

## A világbajnokság állása a verseny után
| H   | Versenyzők       | Pont | H   | Konstruktőrök        | Pont |
| --- | ---------------- | ---- | --- | -------------------- | ---- |
| 1.  | Nico Rosberg     | 349  | 1.  | Mercedes             | 679  |
| 2.  | Lewis Hamilton   | 330  | 2.  | Red Bull-TAG Heuer   | 427  |
| 3.  | Daniel Ricciardo | 242  | 3.  | Ferrari              | 365  |
| 4.  | Sebastian Vettel | 187  | 4.  | Force India-Mercedes | 145  |
| 5.  | Kimi Räikkönen   | 178  | 5.  | Williams-Mercedes    | 136  |
| 6.  | Max Verstappen   | 177  | 6.  | McLaren-Honda        | 74   |
| 7.  | Sergio Pérez     | 85   | 7.  | Toro Rosso-Ferrari   | 55   |
| 8.  | Valtteri Bottas  | 85   | 8.  | Haas-Ferrari         | 29   |
| 9.  | Nico Hülkenberg  | 60   | 9.  | Renault              | 8    |
| 10. | Fernando Alonso  | 52   | 10. | Manor-Mercedes       | 1    |

(A teljes táblázat)

## Statisztikák
- Vezető helyen:
  - Lewis Hamilton: 56 kör (1-17) és (33-71)
  - Nico Rosberg: 3 kör (18-20)
  - Sebastian Vettel: 12 kör (21-32)
- Lewis Hamilton 59. pole-pozíciója és 51. futamgyőzelme.
- Daniel Ricciardo 8. versenyben futott leggyorsabb köre.
- A Mercedes 62. futamgyőzelme.
- Lewis Hamilton 102., Nico Rosberg 55., Daniel Ricciardo 18. dobogós helyezése.
- Kimi Räikkönen 250. futama.